# Echinolittorina leucosticta
Echinolittorina leucosticta là một loài ốc biển, là động vật thân mềm chân bụng sống ở biển trong họ Littorinidae.